# درغاهلو
درغاهلو (بالإنجليزية: Dargahlu)‏ هي قرية تقع في أردبيل في إيران. يقدر عدد سكانها بـ 182 نسمة بحسب إحصاء 2016.